# Andrena ranunculi
Andrena ranunculi är en biart som beskrevs av Otto Schmiedeknecht 1883. Andrena ranunculi ingår i släktet sandbin, och familjen grävbin. Inga underarter finns listade i Catalogue of Life.